# Мозамбикско-эсватинские отношения
Мозамбикско-эсватинские отношения — двусторонние дипломатические отношения между Мозамбиком и Эсватини. Протяжённость государственной границы между странами составляет 108 км.

## История
В 1975 году Свазиленд открыл дипломатическое представительство в Мапуту. В 1960-е и 1970-е годы повстанцы из Мозамбика скрывались на территории Свазиленда во время Войны за независимость от Португалии. Среди них были будущие президенты Мозамбика Самора Машел и Арманду Гебуза. После окончания войны за независимость, в Мозамбике началась Гражданская война, что привело к появлению большого количества политических беженцев из этой страны в Свазиленде. Власти Свазиленда создали центры для дислокации беженцев в Ндзеване и Малиндза, которые являлись домом для мозамбикцев на протяжении многих лет.
В 1994 году было подписано трёхстороннее соглашение о сотрудничестве между Южно-Африканской Республикой, Мозамбиком и Свазилендом. 30 июля 2008 года представители правительств Свазиленда и Мозамбика на встрече в Мапуту заявили, что стороны будут предпринимать усилия по дальнейшему экономическому развитию отношений между странами. Оба государства являются членами Сообщества развития Юга Африки.
28 апреля 2016 года король Свазиленда Мсвати III посетил Мозамбик с официальным визитом по приглашению президента Филипе Ньюси. В ходе переговоров стороны договорились развивать политические и экономические отношения между странами.